# Bundeltakblok
Een bundeltakblok is een geleidingsstoornis van het hart. Binnen de elektrocardiografie worden twee verschillende bundeltakblokken onderscheiden, namelijk het linkerbundeltakblok (LBTB) en het rechterbundeltakblok (RBTB). Daarnaast bestaat nog het linker anterieure fasciculaire blok (LAFB), of ook wel linker anterieur hemiblok geheten, en het linker posterieure fasciculaire blok (LPFB), ook wel linker posterieur hemiblok geheten. Daarnaast kent men de aspecifieke intraventriculaire geleidingsvertraging.

## Achtergrond
Het hart heeft een aantal geleidingsbanen, bestaande uit gespecialiseerde hartspiervezels, die zorg dragen voor een snelle voortgeleiding van de elektrische activatie van het hart van de hartboezems. De elektrische stimulus begint normaliter in de sinusknoop, deze is hoog aan de achterzijde van de rechterhartboezem gelokaliseerd, bij de overgang naar de vena cava superior. Het elektrische activatiefront verspreidt zich over beide boezems en resulteert in het samentrekken van die hartboezems. Daarnaast gaat het activatiefront via de AV-knoop naar de linkerkamer en de rechterkamer, waarna beide hartkamers samentrekken. Voor een snelle geleiding en activatie van de beide hartkamers bestaan gespecialiseerde geleidingsbanen. De eerste gerekend vanaf de AV-knoop is de bundel van His. Deze splitst zich in een linkerbundeltak en een rechterbundeltak. Verderop splitsen beide bundels zich in meerdere kleine vertakkingen die ervoor zorgen dat de kamers vanuit de onderzijde van het hart geactiveerd wordt. Twee klinisch belangrijke aftakkingen van de linkerbundel zijn de linker anterieure fascikel en de linker posterieure fascikel.
Een blokkade of geleidingsvertraging van een van de twee bundeltakken veroorzaakt een vertraagde activatie van de hartkamer aan de aangedane kant. Hierdoor duurt het langer voordat het hart volledig is geactiveerd en ontstaat er dus een verbreding van het QRS-complex op het ecg. Per definitie wordt pas van een volledig bundeltakblok gesproken als de QRS-duur langer is dan 120 ms (normaal is dit 60-100ms). Indien het QRS-complex kenmerken vertoont van een RBTB of LBTB, maar de QRS-duur is tussen 100 - 120 ms, dan spreekt men van een incompleet (linker c.q. rechter) bundeltakblok. Er bestaat ook nog een trifasciculair blok.

## Linkerbundeltakblok
Door een geleidingsvertraging of volledige blokkade van de linkerbundel van het hart wordt eerst de rechterhartkamer geactiveerd via de normaal werkende rechterbundeltak, en dan pas de linkerhartkamer via de traag geleidende hartspiercellen vanuit de rechterhartkamer. Bovendien wordt bij een LBTB het interventriculaire septum ofwel het tussenschot tussen de linker- en rechterhartkamer later geactiveerd dan gebruikelijk.

Elektrocardiografisch wordt het LBTB gekenmerkt door:
- het ontbreken van de normale septale activatie (ofwel: het ontbreken van de septum-Q in de links laterale afleidingen I, aVL, V5,V6 op het ecg).
- een activatiefront dat verloopt van rechts naar links (ofwel: een monofasische R in I, aVL, V5-V6 op het ecg).

#### Klinische betekenis
Een LBTB is in circa 90% van de gevallen een uiting van een onderliggende hartaandoening. De aanwezigheid van een LBTB op een ecg vergt dus altijd nader onderzoek.
De oorzaken van een LBTB zijn onder meer: hypertensie of een cardiomyopathie. Soms is sprake van een LBTB bij een verder structureel normaal hart.

#### Aanvullend onderzoek
Indien sprake is van een LBTB zal doorgaans een echocardiogram gemaakt worden om te beoordelen of sprake is van een afwijkende functie van de hartspier. Daarnaast zal meestal een inspanningstest worden gedaan om te beoordelen of sprake is van hemodynamisch relevante aderverkalking van de kransslagaders.

## Rechterbundeltakblok
Door een geleidingsvertraging of volledige blokkade van de rechterbundel van het hart wordt eerst de linkerhartkamer geactiveerd via de normaal werkende linkerbundeltak, en dan pas de rechterhartkamer via de traag geleidende hartspiercellen vanuit de linkerhartkamer. Het interventriculaire septum wordt dus normaal geactiveerd.

Elektrocardiografisch wordt het RBTB gekenmerkt door een vertraagde activatie van de rechterhartkamer. Dit uit zich in:
- een verbrede (>40ms) en diepe S (= negatieve uitslag) in de links laterale afleidingen I, aVL, V5,V6 op het ecg
- een terminaal positieve uitslag (ofwel R') dan wel een monofasisch positieve uitslag (monofasische R) in de precordiale (ofwel: recht voor het hart gelegen) afleidingen V1, V2 (V3).

#### Klinische betekenis
Als klinische verschijnselen ontbreken, heeft de aanwezigheid van een RBTB doorgaans geen klinische betekenis.

Indien er klachten zijn, kan een RBTB duiden op:
- een vorm van rechterkameroverbelasting: bijvoorbeeld in het kader van COPD of een longembolie.
- een vorm van een primaire rechterkamerhartspierziekte: bijvoorbeeld in het kader van een ARVD.

#### Aanvullend onderzoek
Aanvullend onderzoek is alleen nodig als er symptomen zijn, zoals in het kader van COPD of een acute longembolie. Als er geen symptomen aanwezig zijn, is de prognose uitstekend en is geen aanvullend onderzoek nodig. Bij twijfel zal men doorgaans een echocardiogram verrichten.

## Incompleet trifasciculair blok
Een geleidingsvertraging in beide bundeltakken wordt een trifasciculair blok genoemd. Het heet een incompleet trifasciculair blok, omdat er van de drie belangrijke geleidingsbanen, er twee bij betrokken zijn, namelijk een van de hoofdtakken van de linkerbundeltak en de rechterbundeltak. Een incompleet trifasciculair blok is gekenmerkt door een:
- Rechterbundeltakblok
- Linker anterieur fasciculair blok (of zelden: linker posterieur fasciculair blok)
- Eerstegraads AV-blok

#### Klinische betekenis
De aanwezigheid van een incompleet trifasciculair blok duidt doorgaans op een ernstige aantasting van het gehele geleidingssysteem van het hart. Het is een belangrijke voorspeller voor het ontstaan van een compleet of derdegraads AV-blok. Bij aanwezigheid van een incompleet trifasciculair blok wordt doorgaans een pacemaker-implantatie geadviseerd, zelfs als er geen klachten zijn.

#### Aanvullend onderzoek
In het algemeen zal een echocardiogram worden verricht. Daarnaast kan onderzoek worden ingezet naar de oorzaak van de beschadiging van het normale geleidingssysteem van het hart. Veruit de meest voorkomende oorzaak is overigens degeneratie in het kader van veroudering, maar ook de ziekte van Lyme komt voor.